# Moisés Hernández
Moisés Hernández (Dallas, 5 marzo 1992) è un ex calciatore guatemalteco con cittadinanza statunitense, di ruolo difensore.

## Statistiche

### Presenze e reti nei club
Statistiche aggiornate al 6 aprile 2016.
| Stagione                  | Squadra                   | Campionato                | Campionato | Campionato | Coppe nazionali | Coppe nazionali | Coppe nazionali | Coppe continentali | Coppe continentali | Coppe continentali | Altre coppe | Altre coppe | Altre coppe | Totale | Totale |
| Stagione                  | Squadra                   | Comp                      | Pres       | Reti       | Comp            | Pres            | Reti            | Comp               | Pres               | Reti               | Comp        | Pres        | Reti        | Pres   | Reti   |
| ------------------------- | ------------------------- | ------------------------- | ---------- | ---------- | --------------- | --------------- | --------------- | ------------------ | ------------------ | ------------------ | ----------- | ----------- | ----------- | ------ | ------ |
| 2011                      | FC Dallas                 | -                         | -          | -          | -               | -               | -               | -                  | -                  | -                  | -           | -           | -           | -      | -      |
| 2012                      | FC Dallas                 | -                         | -          | -          | USOC            | 1               | 0               | -                  | -                  | -                  | -           | -           |             | 1      | 0      |
| lug. 2012- dic. 2012      | Comunicaciones            | LN                        | 4          | 0          | -               | -               | -               | -                  | -                  | -                  | -           | -           | -           | 4      | 0      |
| gen. 2013                 | Deportivo Saprissa        | PD                        | 15+2       | 0          | -               | -               | -               | -                  | -                  | -                  | -           | -           | -           | 15+2   | 0      |
| 2013-dic. 2013            | Deportivo Saprissa        | PD                        | 2          | 0          | CCR             | 1               | 1               | -                  | -                  | -                  | -           | -           | -           | 3      | 1      |
| Totale Deportivo Saprissa | Totale Deportivo Saprissa | Totale Deportivo Saprissa | 17+2       | 0          |                 | 1               | 1               |                    |                    |                    |             |             |             | 18+2   | 1      |
| 2014                      | FC Dallas                 | MLS                       | 17+2       | 0          | -               | 2               | 0               | -                  | -                  | -                  | -           | -           | -           | 19+2   | 0      |
| 2015                      | FC Dallas                 | MLS                       | 14         | 0          | -               | 1               | 0               | -                  | -                  | -                  | -           | -           | -           | 15     | 0      |
| 2016                      | FC Dallas                 | MLS                       | -          | -          | -               | -               | -               | -                  | -                  | -                  | -           | -           | -           | -      | -      |
| Totale FC Dallas          | Totale FC Dallas          | Totale FC Dallas          | 31+2       | 0          |                 | 4               | 0               |                    |                    |                    |             |             |             | 35+2   | 0      |
| Totale carriera           | Totale carriera           | Totale carriera           | 52+4       | 0          |                 | 5               | 1               |                    |                    |                    |             |             |             | 57+4   | 1      |

### Cronologia delle presenze e reti in nazionale
| Cronologia completa delle presenze e delle reti in nazionale ― Guatemala | Cronologia completa delle presenze e delle reti in nazionale ― Guatemala | Cronologia completa delle presenze e delle reti in nazionale ― Guatemala | Cronologia completa delle presenze e delle reti in nazionale ― Guatemala | Cronologia completa delle presenze e delle reti in nazionale ― Guatemala | Cronologia completa delle presenze e delle reti in nazionale ― Guatemala | Cronologia completa delle presenze e delle reti in nazionale ― Guatemala | Cronologia completa delle presenze e delle reti in nazionale ― Guatemala |
| Data                                                                     | Città                                                                    | In casa                                                                  | Risultato                                                                | Ospiti                                                                   | Competizione                                                             | Reti                                                                     | Note                                                                     |
| ------------------------------------------------------------------------ | ------------------------------------------------------------------------ | ------------------------------------------------------------------------ | ------------------------------------------------------------------------ | ------------------------------------------------------------------------ | ------------------------------------------------------------------------ | ------------------------------------------------------------------------ | ------------------------------------------------------------------------ |
| 17-03-2015                                                               | Fort Lauderdale                                                          | Canada                                                                   | 1 – 0                                                                    | Guatemala                                                                | Amichevole                                                               | -                                                                        | 61’                                                                      |
| 01-04-2015                                                               | Carson                                                                   | Guatemala                                                                | 0 – 0                                                                    | El Salvador                                                              | Amichevole                                                               | -                                                                        | 57’                                                                      |
| 13-06-2015                                                               | Città del Guatemala                                                      | Guatemala                                                                | 0 – 0                                                                    | Bermuda                                                                  | Qual. Mondiali 2018                                                      | -                                                                        |                                                                          |
| 16-06-2015                                                               | Hamilton                                                                 | Bermuda                                                                  | 0 – 1                                                                    | Guatemala                                                                | Qual. Mondiali 2018                                                      | -                                                                        |                                                                          |
| 10-07-2015                                                               | Chicago                                                                  | Trinidad e Tobago                                                        | 3 – 1                                                                    | Guatemala                                                                | Gold Cup 2015                                                            | -                                                                        |                                                                          |
| 13-07-2015                                                               | Glendale                                                                 | Guatemala                                                                | 0 – 0                                                                    | Messico                                                                  | Gold Cup 2015                                                            | -                                                                        | 78’ 83’                                                                  |
| 05-09-2015                                                               | North Sound                                                              | Antigua e Barbuda                                                        | 1 – 0                                                                    | Guatemala                                                                | Qual. Mondiali 2018                                                      | -                                                                        |                                                                          |
| 09-09-2015                                                               | Città del Guatemala                                                      | Guatemala                                                                | 2 – 0                                                                    | Antigua e Barbuda                                                        | Qual. Mondiali 2018                                                      | -                                                                        |                                                                          |
| 09-10-2015                                                               | Tegucigalpa                                                              | Honduras                                                                 | 1 – 1                                                                    | Guatemala                                                                | Amichevole                                                               | -                                                                        | 90’                                                                      |
| 14-10-2015                                                               | Los Angeles                                                              | Guatemala                                                                | 1 – 1 dts (4 - 2 dtr)                                                    | El Salvador                                                              | Amichevole                                                               | -                                                                        | 26’ 71’                                                                  |
| 14-11-2015                                                               | Città del Guatemala                                                      | Guatemala                                                                | 1 – 2                                                                    | Trinidad e Tobago                                                        | Qual. Mondiali 2018                                                      | -                                                                        |                                                                          |
| 17-11-2015                                                               | Kingstown                                                                | Saint Vincent e Grenadine                                                | 0 – 4                                                                    | Guatemala                                                                | Qual. Mondiali 2018                                                      | -                                                                        |                                                                          |
| 26-03-2016                                                               | Città del Guatemala                                                      | Guatemala                                                                | 2 – 0                                                                    | Stati Uniti                                                              | Qual. Mondiali 2018                                                      | -                                                                        | 9’                                                                       |
| 30-03-2016                                                               | Columbus                                                                 | Stati Uniti                                                              | 4 – 0                                                                    | Guatemala                                                                | Qual. Mondiali 2018                                                      | -                                                                        |                                                                          |
| Totale                                                                   |                                                                          | Presenze                                                                 | 14                                                                       |                                                                          | Reti                                                                     | 0                                                                        |                                                                          |

| Cronologia completa delle presenze e delle reti in nazionale ― Stati Uniti under 20 | Cronologia completa delle presenze e delle reti in nazionale ― Stati Uniti under 20 | Cronologia completa delle presenze e delle reti in nazionale ― Stati Uniti under 20 | Cronologia completa delle presenze e delle reti in nazionale ― Stati Uniti under 20 | Cronologia completa delle presenze e delle reti in nazionale ― Stati Uniti under 20 | Cronologia completa delle presenze e delle reti in nazionale ― Stati Uniti under 20 | Cronologia completa delle presenze e delle reti in nazionale ― Stati Uniti under 20 | Cronologia completa delle presenze e delle reti in nazionale ― Stati Uniti under 20 |
| Data                                                                                | Città                                                                               | In casa                                                                             | Risultato                                                                           | Ospiti                                                                              | Competizione                                                                        | Reti                                                                                | Note                                                                                |
| ----------------------------------------------------------------------------------- | ----------------------------------------------------------------------------------- | ----------------------------------------------------------------------------------- | ----------------------------------------------------------------------------------- | ----------------------------------------------------------------------------------- | ----------------------------------------------------------------------------------- | ----------------------------------------------------------------------------------- | ----------------------------------------------------------------------------------- |
| 03-04-2011                                                                          | Città del Guatemala                                                                 | Stati Uniti under 20                                                                | 2 – 0                                                                               | Panama under 20                                                                     | Campionato nordamericano Under-20 2011                                              | -                                                                                   | 77’                                                                                 |
| 07-04-2011                                                                          | Città del Guatemala                                                                 | Stati Uniti under 20                                                                | 1 – 2                                                                               | Guatemala under 20                                                                  | Campionato nordamericano Under-20 2011                                              | -                                                                                   |                                                                                     |
| Totale                                                                              |                                                                                     | Presenze                                                                            | 2                                                                                   |                                                                                     | Reti                                                                                | 0                                                                                   |                                                                                     |